# FC Bendigo
Football Club Bendigo es un club de fútbol de Australia, situado en Bendigo en el estado de Victoria. Fue fundado en 2014 con motivo de la inauguración de la National Premier League. FC Bendigo compite actualmente en la National Premier League (NPL) de Australia.

## Historia
La inclusión del dragón en el escudo del FC Bendigo tiene muchos significados. El dragón chino tiene una fuerte influencia en la historia de Bendigo. El escudo incorpora los colores tradicionales de la ciudad de Bendigo, el amarillo que representa el oro y el azul.

## Estadio
FC Bendigo disputa sus partidos como local en Tom Floods Sport Center, un campo con capacidad para 10.000 personas que se sitúa en la ciudad de Bendigo.